# Су-Гейтвей (аеропорт)
Аеропорт Су-Гейтвей (IATA: SUX, ICAO: KSUX, FAA ідент. місц.: SUX) — це аеропорт цивільного та військового призначення в окрузі Вудбері (штат Айова, США). Він розташований у шести морських милях (7 миль, 11 км) на південь від центрального ділового району Су-Сіті, на захід від Серджент-Блафф.